# Mario Alfieri (calciatore 1973)
Mario Alfieri (Salerno, 28 agosto 1973) è un allenatore di calcio ed ex calciatore italiano, di ruolo centrocampista.

## Carriera
In carriera ha totalizzato 73 presenze in Serie B con le maglie di Fidelis Andria, Empoli, Cosenza e Catanzaro, segnando una rete. Ha inoltre disputato 303 partite fra Serie C1 e C2, segnando 32 gol.

## Palmarès

### Club

#### Competizioni nazionali
- Campionato italiano Serie C1: 1

Catanzaro: 2003-2004